# Linchetto
Il linchetto è un folletto presente nella tradizione popolare della provincia di Lucca,  sia in Lucchesia, che in Versilia, che in Garfagnana. 
Secondo il Vocabolario lucchese di Idelfonso Nieri, il linchetto è uno spirito non cattivo ma dispettoso, che va di notte, entra per le camere, scopre le persone, sconvolge, tramuta gli oggetti che ci sono e sghignazza delle burle che fa. Il nome deriverebbe dal latino incubus con agglutinazione dell'articolo, attraverso le forme lincubetto, lincuetto
. Secondo l'italianista Felice Del Beccaro, infatti, il linchetto sarebbe un relitto del dio silvestre Fauno che nel suo aspetto di Incubus spaventava la gente e tormentava gli uomini con sogni cattivi e apparizioni
Racconti sul linchetto sono stati registrati nel 1984-1987 da Oscar Guidi nei comuni di Careggine, Castelnuovo di Garfagnana (ma solo nella frazione di Cerretoli), Fabbriche di Vallico, Gallicano, Molazzana (una sola persona, in località Brucciano), San Romano in Garfagnana, Colognora di Pescaglia , Vagli Sotto e Vergemoli.

## Descrizione
In alcuni casi il linchetto viene identificato con il buffardello, tuttavia nella maggior parte dei racconti e delle testimonianze sembra emergere un carattere più maligno e pericoloso del linchetto rispetto all'altro, tanto che il linchetto viene anche assimilato al diavolo o comunque a uno spirito malvagio.
Diversamente dal buffardello, nella quasi totalità dei casi il linchetto viene descritto come un essere che non ha niente di umano: si pensa che sia un animale simile al cane o al gatto oppure un uccello, o che sia un ibrido di specie diverse (topo, uccello e uomo). Sebbene molti dicano che è invisibile, un testimone oculare affermò trattarsi di una bestia nera avvolta da una nuvola di fuoco.
Il linchetto vivrebbe in campagna o nelle periferie dei paesi e una volta fu visto vicino a un metato (essiccatoio per le castagne).

## Azioni del linchetto
Come il buffardello, col quale è talvolta confuso, anche il linchetto dà fastidio alle persone mentre dormono buttando all'aria i lenzuoli e salendo o battendo sul petto in modo da rendere difficoltosa la respirazione. Un simile disturbo lo arreca anche alle vacche, stancandole e facendole scalpitare, e si diverte a intrecciare in modo inestricabile le code di cavalli e vacche; nel caso dei cavalli la coda e la criniera così attorcigliata non devono essere sciolte altrimenti l'animale perde le sue buone qualità. Nel caso delle vacche, capita che il buffardello ne prenda una in simpatia e le dia il cibo togliendolo alle altre, così come prenda una vacca in antipatia e le tolga il cibo, le butti all'aria la lettiera di strame e la faccia ammalare fino a farla morire.
Di notte scopre le persone che dormono, provocando anche liti, specialmente durante la notte di nozze quando si accanisce sullo sposo pizzicandolo e sculacciandolo con accompagnamento di sghignazzi beffardi.
Altri dispetti sono quelli di bussare alla porta di notte, nascondere o rubare oggetti, schiaffeggiare le ragazze, disfare le trecce dei capelli, rapire bambini, nascondersi nei tini durante la vendemmia.
Secondo l'etnografo Giovanni Giannini (che scrive alla fine del XIX secolo) il linchetto è affettuoso con i bambini, accarezzandoli e cullandoli, mentre non sopporta le vecchie, alle quali combina ogni genere di dispetti e che gli aveva fatto guadagnare il soprannome di Caccavecchia o Carcavecchia.

## Scongiuri e rimedi
Il linchetto si può spaventare con una candela benedetta; per tenerlo lontano da case e stalle si può appendere dietro la porta un ramo di ginepro, del quale sarà costretto a contare tutte le foglioline senza poter fare i dispetti voluti.
Se il linchetto entra in camera si può mettere una tazza piena di riso sul comodino, in modo che il linchetto la rovesci e sia costretto a contare i chicchi finché non si stanca e se ne va.
Un rimedio per evitare disturbi durante la notte di nozze potrebbe essere quello di far portare al linchetto delle lettere in luoghi lontanissimi ma è un tentativo abbastanza sterile perché compie la missione in pochissimo tempo, dopo di che torna a compiere i soliti dispetti; un rimedio ben più efficace è invece l'ordinargli di raddrizzare un pelo pubico riccio della sposa, impresa che per il linchetto sembra essere difficile; per scoraggiarlo ulteriormente e farlo sparire in modo definitivo la sposa si scopre ordinandogli di raddrizzare tutti i peli prima che sorga il Sole.
Secondo Giannini, per far scappare il linchetto bisogna adottare uno scongiuro molto simile a quello che si usa per il buffardello: basta mangiare pane e formaggio facendo i propri bisogni e pronunciando la formula alla faccia del linchetto mangio e caco questo pane e questo cacetto.

## Modi di dire
Nei modi di dire nati attorno alla figura di questo essere è ben esplicitato il carattere maligno che si ritiene avere; si usano infatti le espressioni mi sembri un linchetto o sei peggio di un linchetto o sei come il linchetto per indicare un ragazzo scalmanato, una donna che si azzuffa con un'altra e la batte, una persona molto astuta o malvagia.
Il linchetto inoltre è usato come spauracchio per i bambini, ai quali si dice stai attento (o stai buono) che ti prende il linchetto, oppure se vai fuori stai attento che c'è il linchetto.
In riferimento al noto scherzo fatto ai danni dei dormienti, si usa l'espressione linchetto che calca per indicare il peso sul petto, mentre se il respiro diventa affannoso (specialmente durante una lunga camminata) vien fatto di esclamare oh Dio, mi prende il linchetto.
Vicino a Fabbriche di Vallico ha dato il nome ad un ruscello, il borellin del linchetto.